# Dumját (guvernorát)
Guvernorát Dumját (arabsky محافظة دمياط‎) je egyptský guvernorát, ležící na severovýchodě země. Hlavním městem guvernorátu je Damietta.
Hlavním vývozním artiklem guvernorátu jsou palmové stromy, které se každoročně exportují do mnoha zemí. Dalšími produkty jsou pšenice, kukuřice, bavlna, rýže, brambory, citrony a rajčata. Kraj je také známý pro svou výrobu cukrovinek, sardinek a slaných sýrů Domiati. Nachází se zde i jedno z nejstarších letních středisek v Egyptě, město Ras el-Bar.